# Draconema micoletzkyi
Draconema micoletzkyi är en rundmaskart som beskrevs av Hans August Kreis 1928. Draconema micoletzkyi ingår i släktet Draconema och familjen Draconematidae. Inga underarter finns listade i Catalogue of Life.